# Comunità montana Vallo di Diano
La Comunità montana Vallo di Diano è un ente locale comprende i seguenti comuni facenti parte della provincia di Salerno e collocati lungo il Vallo di Diano:
- Atena Lucana
- Buonabitacolo
- Casalbuono
- Monte San Giacomo
- Montesano sulla Marcellana
- Padula
- Pertosa
- Polla
- Sala Consilina
- San Pietro al Tanagro
- Sant'Arsenio
- San Rufo
- Sanza
- Sassano
- Teggiano